# Selinum tenuisectum
Selinum tenuisectum är en flockblommig växtart som beskrevs av Jevgenij Korovin. Selinum tenuisectum ingår i släktet krusfrön, och familjen flockblommiga växter. Inga underarter finns listade i Catalogue of Life.